# 주니어 보너
《주니어 보너》(Junior Bonner)는 미국에서 제작된 샘 페킨파 감독의 1972년 영화이다. 스티브 맥퀸 등이 주연으로 출연하였고 조 위전 등이 제작에 참여하였다.

## 출연

### 주연
- 스티브 맥퀸
- 로버트 프레스턴

### 조연
- 이다 루피노
- 조 돈 베이커
- 바바라 리
- 메리 머피

## 제작진
- 배역: 린 스터마스터